# Bazylika Świętego Jakuba w Lewoczy
Bazylika Świętego Jakuba (dawny polski egzonim: Kościół Świętego Jakuba, słow. Chrám svätého Jakuba, niem. Dom des heiligen Jakob in Leustchau, węg. Lőcsei Szent Jakab-templom) – bazylika w Lewoczy, największy kościół gotycki na Spiszu, drugi - po koszyckiej katedrze św. Elżbiety - na Słowacji (długość 49,5 m, szerokość 27,4 m, wysokość wieży 60,7 m). W 1965 został uznany za Narodowy Zabytek Kultury.

## Historia świątyni
Trójnawowa gotycka świątynia pochodzi z okresu średniowiecza. Budowę (podjętą na miejscu starszej, XIII-wiecznej budowli) rozpoczęto za czasów panowania króla węgierskiego Karola Roberta (1307-1342), a ukończono przed 1370 r. Wiadomo, że dzisiejsza zakrystia posadowiona jest na fundamentach z XIII wieku. W gotyckim wnętrzu, przykrytym sklepieniami z tego właśnie okresu, pokrytymi malowidłami z XIV-XVII stulecia, znajduje się 18 gotyckich, renesansowych i barokowych ołtarzy.
W 1474 r. Lewoczę odwiedził król Maciej Korwin i prawdopodobnie z tej okazji powstała południowa kruchta z kaplicą, zwaną korwinowskim oratorium. Po tej wizycie rozpoczęło się intensywne wyposażanie kościoła w kolejne ołtarze, zarówno w główny, jak i boczne. Przyczynił się do tego rozwój gospodarczy miasta i płynące z niego dochody, jak również kolejni proboszczowie, często wybitni humaniści, którzy bardzo starali się, aby ich świątynia nie ustępowała najznamienitszym w Europie.
Kościół szczęśliwie przetrwał dwa pożary miasta w XVI wieku, również reformacja nie wyrządziła poważniejszych szkód w jego wnętrzu (przez ponad 100 lat świątynią zarządzali ewangelicy). W latach 1706–1710 wspólnie gospodarzyły nim oba wyznania, a od 1710 r. do dziś niezmiennie katolicy. W XVIII wieku wielki pożar Lewoczy przeniknął trzema południowymi wejściami do środka, ale nie spowodował większych szkód. Po tym wydarzeniu postanowiono jednak zamurować wejścia do kościoła, z wyjątkiem jednego. Do poważniejszych prac remontowych należało wyłożenie posadzki piaskowcem oraz usunięcie nagrobków rodziny Turzonów sprzed głównego ołtarza. W latach 1852–1857 wybudowano nową wieżę (stara była w złym stanie technicznym), a nieco później dobudowano tylne kaplice boczne. W latach 90. XIX w. powstały widoczne do dzisiaj witraże, z kolei w 1911 r. obecna posadzka.
W 1923 r. w czasie kolejnego pożaru spłonął dach kościoła. Wymusiło to remont, który trwał do lat 30. Ponowne prace zainicjowano po II wojnie światowej, w 1948 r. – wymieniono wówczas m.in. pokrycie dachu. Dalsze działania zostały zahamowane antykościelną polityką państwa, udało się jednak odnowić główny ołtarz powszechnie uznawany za jedno z czołowych osiągnięć sztuki gotyckiej w tej części Europy. Dopiero po 1989 r. na nowo rozpoczęto intensywne prace konserwatorskie, jednak renowacja zewnętrznych ścian przerasta możliwości finansowe parafii.

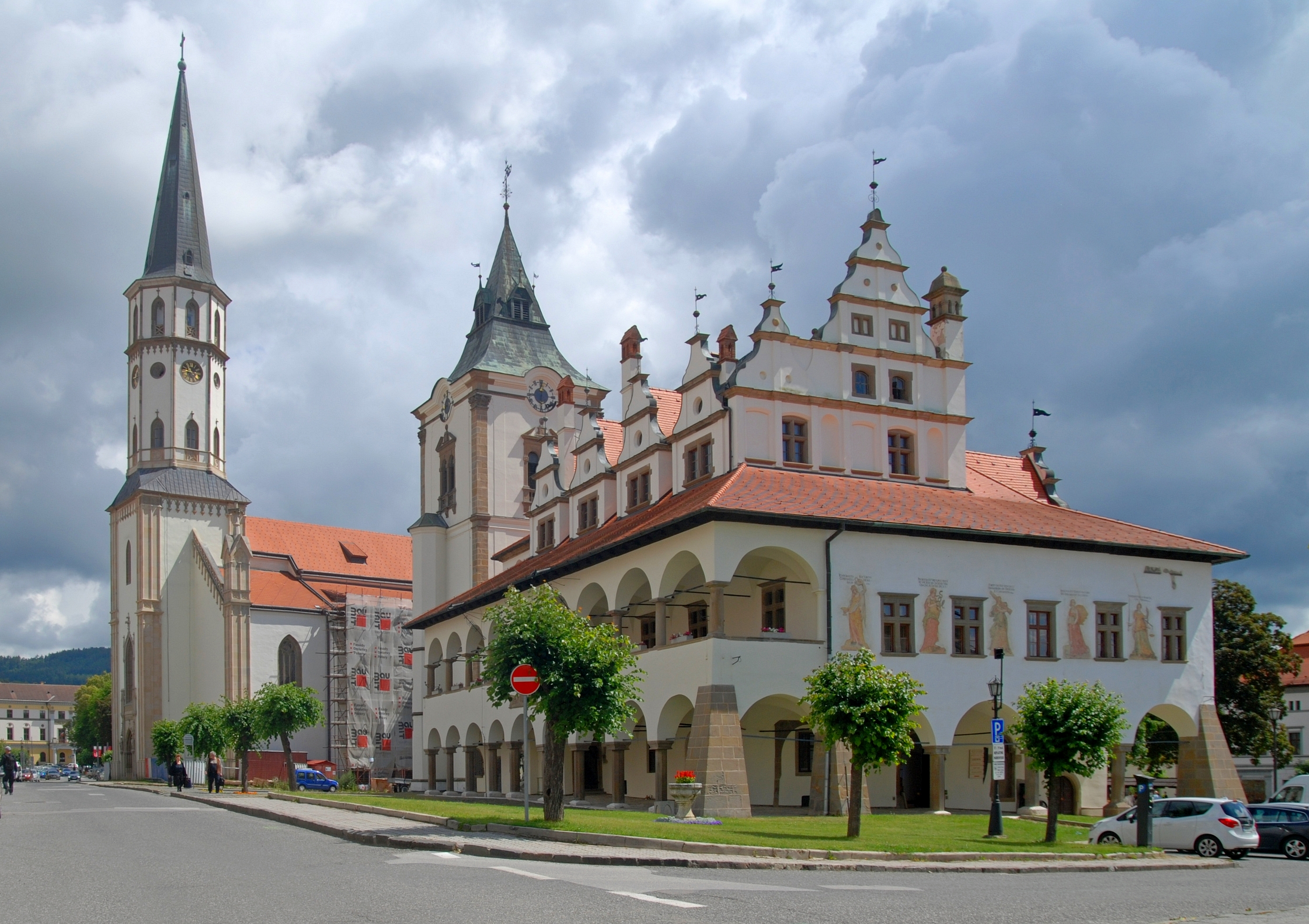
Widok od strony południowej, na pierwszym planie Ratusz
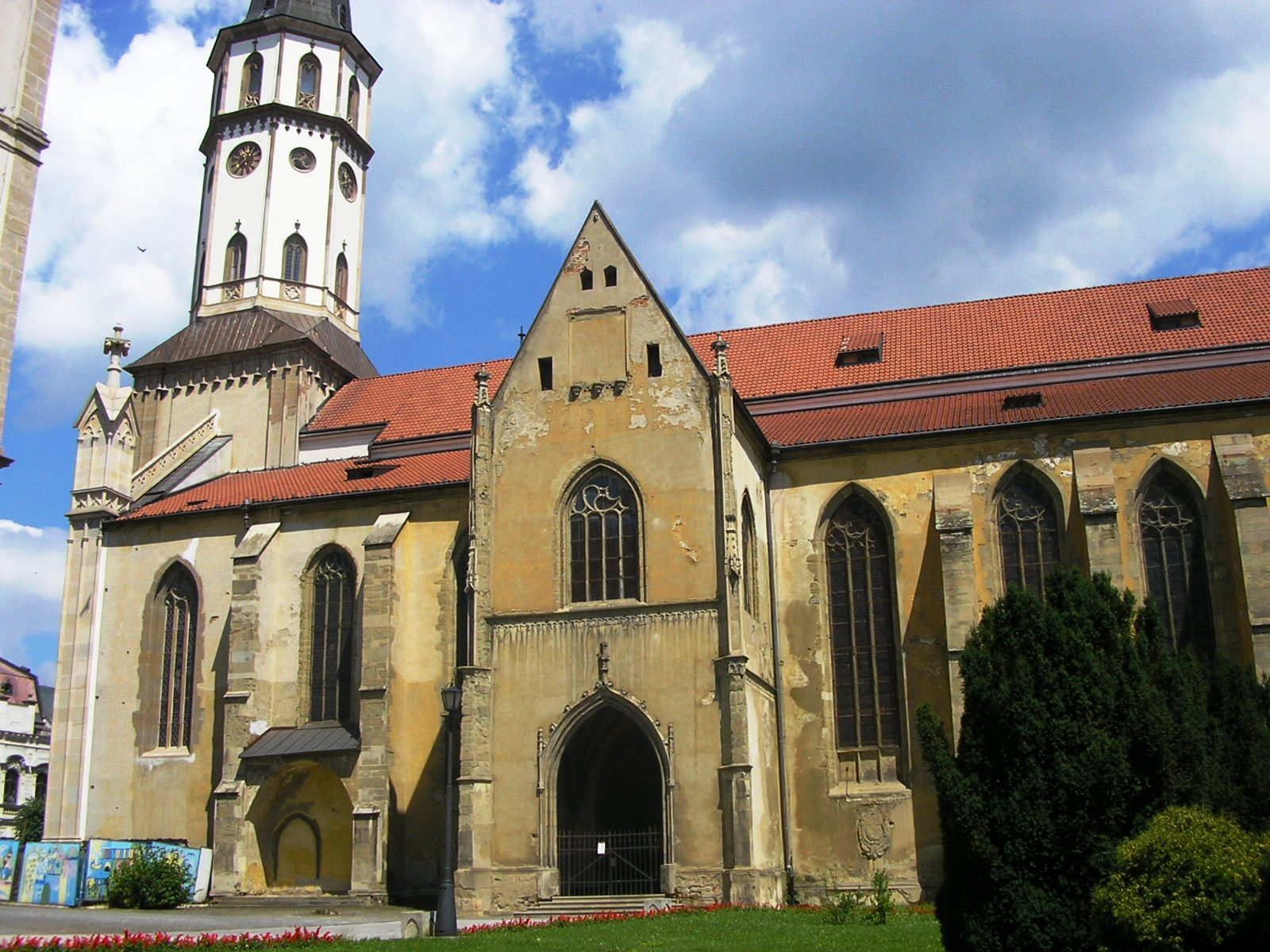
Elewacja południowa, stan przed renowacją
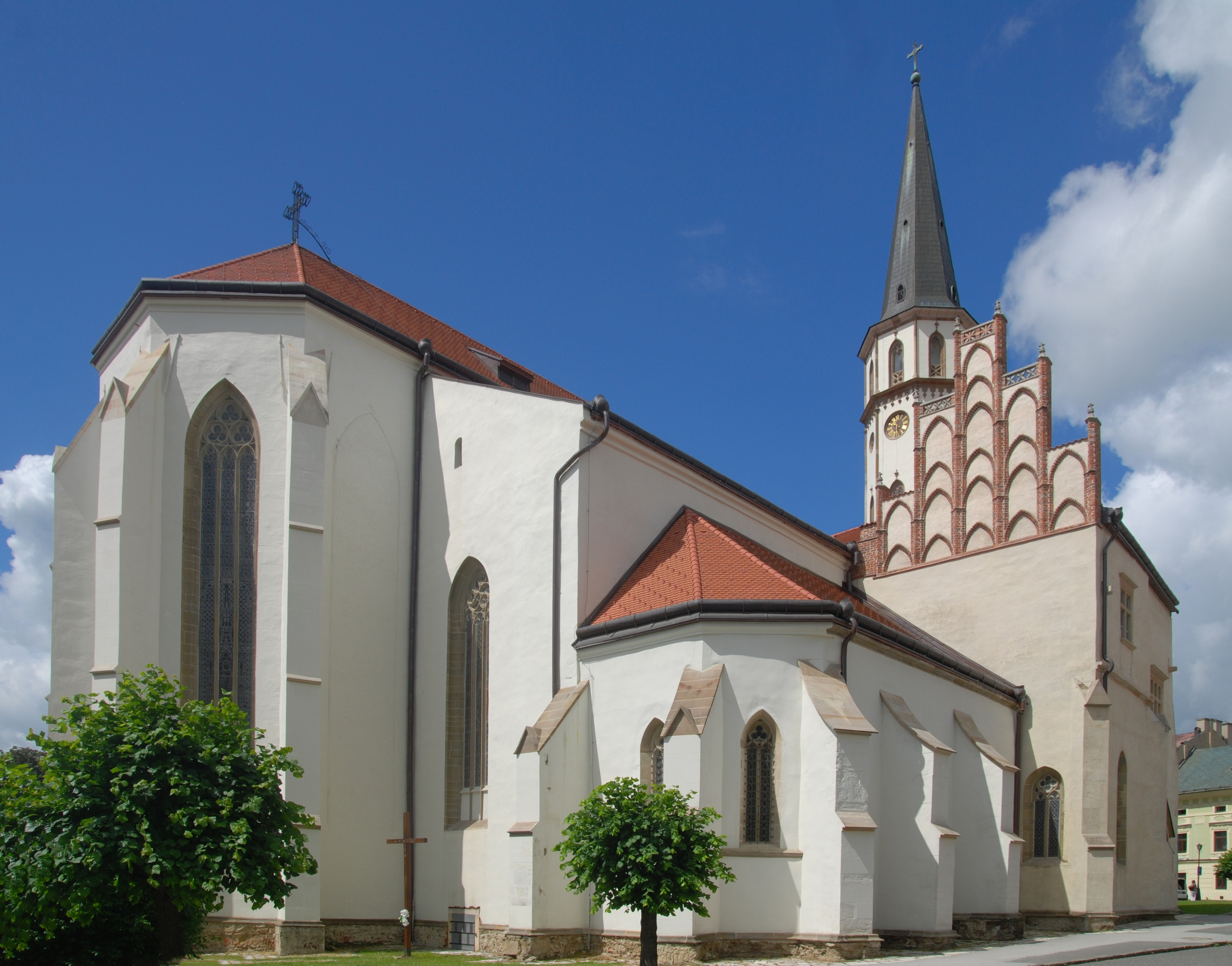
Widok od strony północno-wschodniej
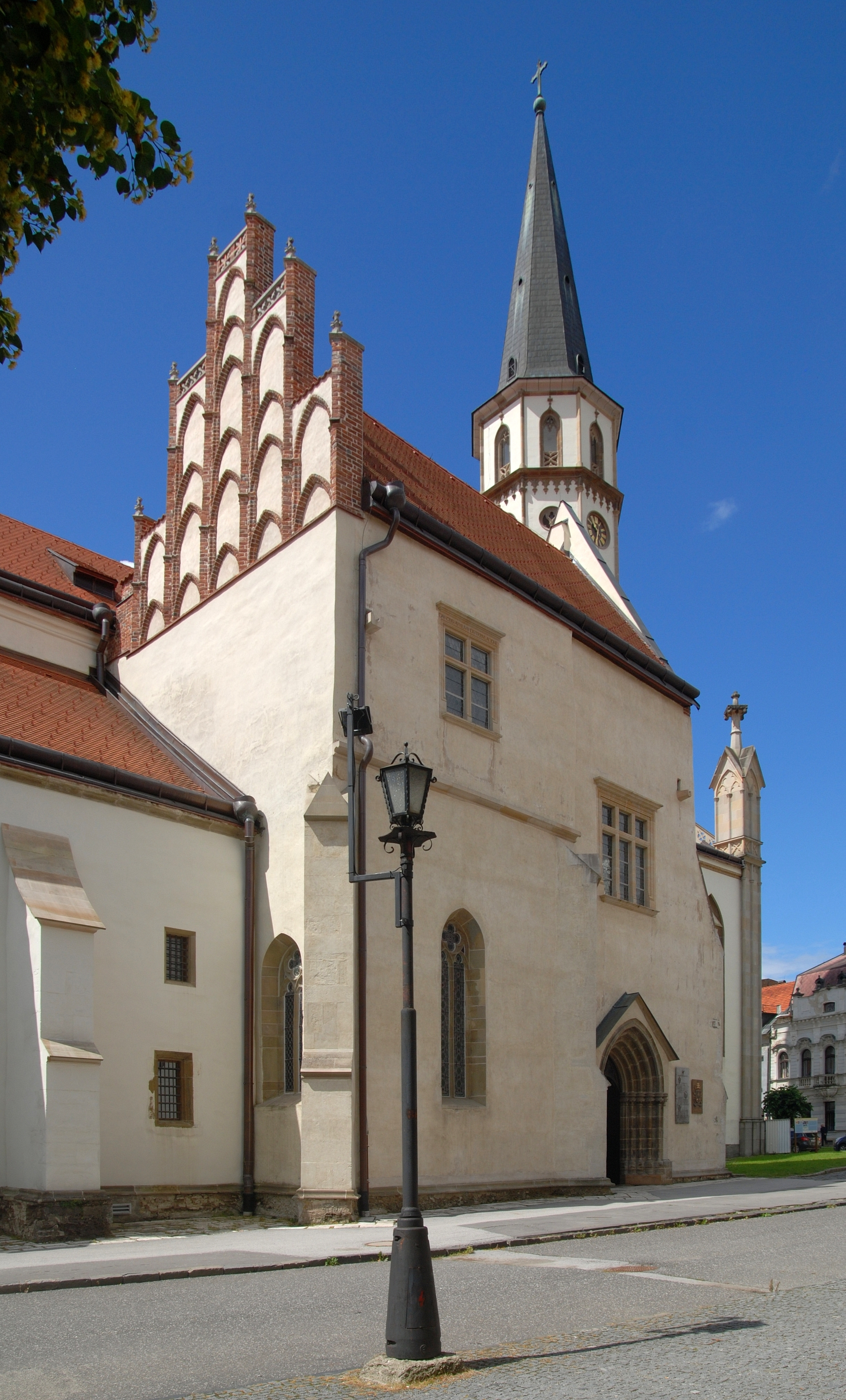
Kaplica św. Jerzego

## Konstrukcja
Kościół św. Jakuba posiada trzy nawy. Na ścianach znajdują się trójdzielne gotyckie okna, wypełnione różnymi geometrycznymi maswerkami cztero- i trójlistnymi. Sklepienia są krzyżowo-żebrowe.
Strop spoczywa na 12 filarach (podobnie jak Kościół na 12 apostołach). Pierwotnie wchodziło się do niego przez 5 portali – symbolu 5 ran Chrystusa. Nad portalem południowym znajduje się gotycka rozeta. Do kościoła przylegają 2 kruchty: południowa, ze sklepieniem gwiaździstym oraz północna, która po przebudowie otrzymała sklepienie żebrowe.
Z bryły kościoła wyróżnia się także gotycko-renesansowa kaplica św. Jerzego (niedostępna dla zwiedzających) oraz zakrystia ze sklepieniami krzyżowymi, tworząca samodzielną całość.

## Wyposażenie i wystrój wnętrza
Najbardziej znanymi elementami wnętrza kościoła są ołtarze. Ołtarz główny św. Jakuba Apostoła to najwyższy gotycki ołtarz na świecie (18,62 metry – 60 lewockich stóp). Powstał w pracowni Mistrza Pawła z Lewoczy i prawdopodobnie on sam jest jego autorem. Rzeźbienie rozpoczęto w 1507, a zakończono w 1517 – początkowo ołtarz nie był złocony, ani pomalowany. Centralną częścią ołtarza jest skrzynia ołtarzowa, pośrodku której znajduje się wysoka na 2,43 m rzeźba Najświętszej Marii Panny. Na lewej ręce trzyma ona małego Jezusa, w prawej dzierży berło. Na jej głowę unoszący się aniołowie kładą koronę. Po prawej stronie Madonny stoi św. Jakub, patron kościoła, po lewej - Jan Ewangelista wskazujący kielich - symbol Eucharystii. Każda rzeźba została wykonana z jednego kawałka lipowego drewna. Na wewnętrznej stronie skrzydeł ołtarzowych widnieją płaskorzeźbione sceny z życia św. Jana na wyspie Patmos oraz ścięcie św. Jakuba w Jerozolimie – wszystkie postacie ubrane są w stroje z epoki. Na zamkniętych skrzydłach znajduje się cykl 8 malowideł, przedstawiających ostatnie sceny z życia Chrystusa – od ogrodu Oliwnego do zmartwychwstania.
W predelli widzimy klasyczne przedstawienie ostatniej wieczerzy z Jezusem w centrum. Naprzeciw niego siedzi Judasz z sakiewką pieniędzy przerzuconą przez ramię. Drugi z apostołów siedzący po prawicy Chrystusa jako jedyny ma nakrycie głowy - czapkę, jaką w XVI w. nosili rzemieślnicy pracujący w drewnie. Dlatego przypuszcza się, że jego twarz może przedstawiać autoportret samego Mistrza Pawła.
Górną część ołtarza wypełnia rozległa nadstawa, w której wnękach znajduje się szereg starszych figur, przedstawiających apostołów, a pochodzących prawdopodobnie ze starego ołtarza głównego z ok. 1370 r.
Autorstwo głównego ołtarza potwierdza inskrypcja na epitafium Martina Urbanowitza z roku 1621, usytuowanym w południowej nawie kościoła. Według jej tekstu Urbanowitz był mężem Margity, wnuczki "rzeźbiarza, który wyrzeźbił główny ołtarz tego kościoła".
Ołtarz czterokrotnie odnawiano – ostatni raz w latach 50. XX wieku, kiedy był mocno zagrożony przez korniki.

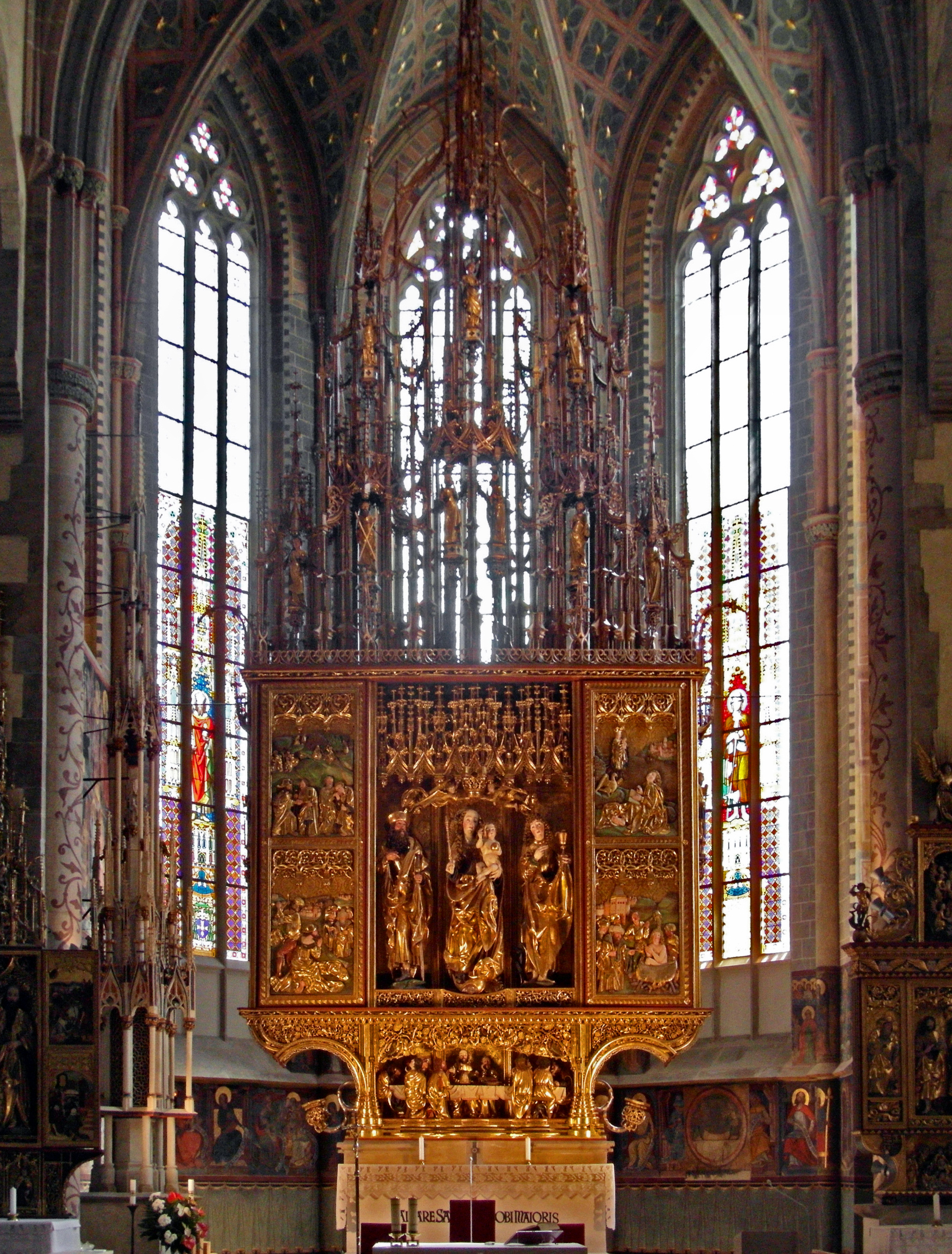
Ołtarz główny
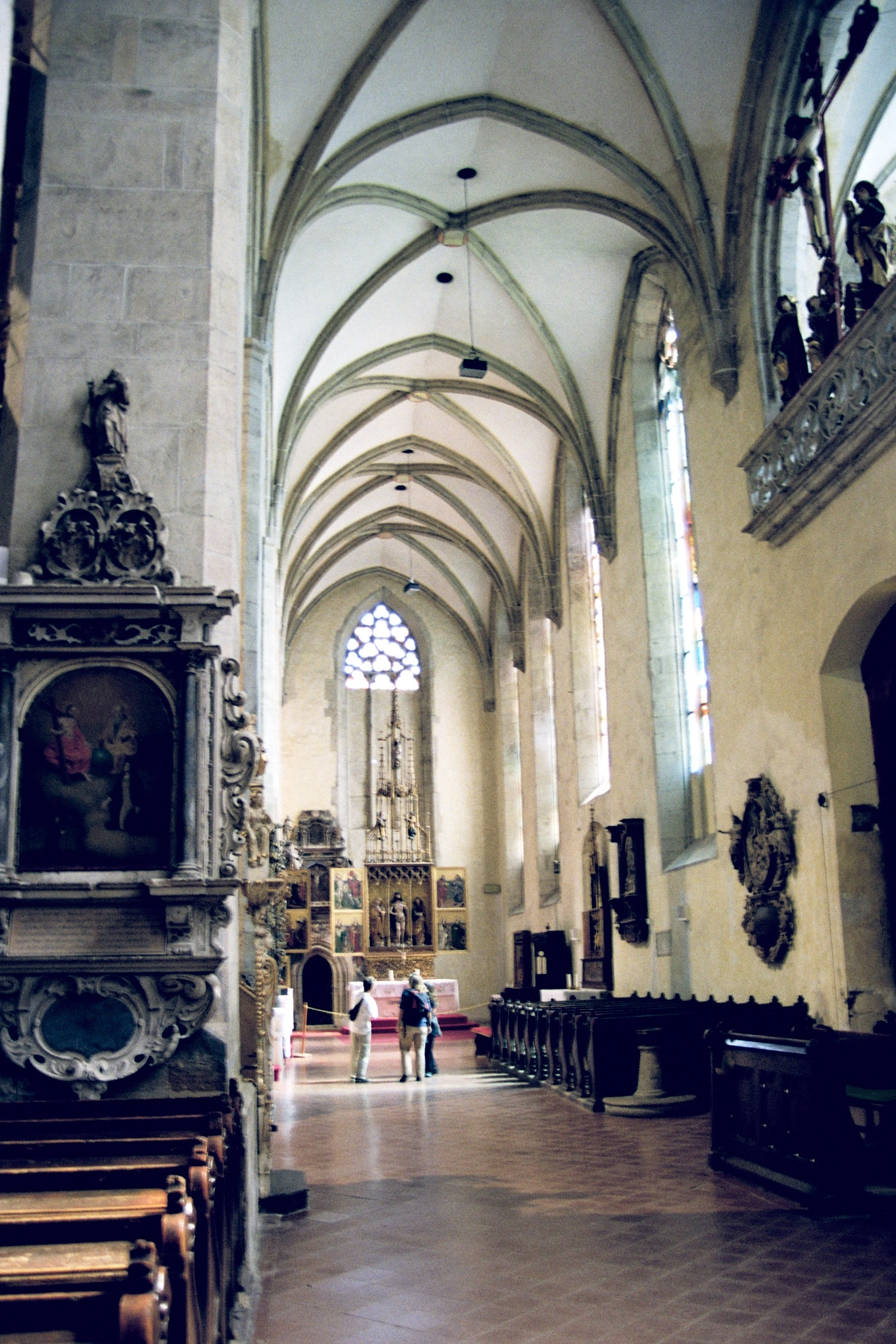
Południowa nawa – na końcu ołtarz Vir dolorum
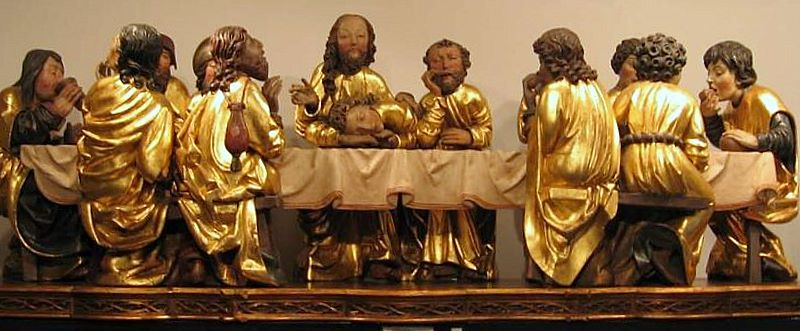
Ostatnia Wieczerza – fragment ołtarza głównego Mistrza Pawła z Lewoczy

Inne zabytkowe ołtarze:
- renesansowy ołtarz św. Janów również wykonany przez Mistrza Pawła około roku 1520 na zamówienie Jana Henckla, lewockiego proboszcza i kanonika wrocławskiego. Poświęcony jest 5 Janom – Janowi Chrzcicielowi, Janowi Ewangeliście, Janowi Jałmużnikowi i Janowi Złotoustemu oraz jedynej osobie w tym gronie, nie będącej świętym – Janowi Gersonowi, kanclerzowi paryskiej Sorbony na przełomie XIV i XV wieku, jednej z głównych postaci soboru w Konstancji.

W skrzyni ołtarzowej umieścił autor rzeźby przedstawiające św.Jana Chrzciciela i św. Jana Ewangelistę. Na wewnętrznej stronie skrzydeł ołtarzowych osadził płaskorzeźbione przedstawienia św. Jana Jałmużnika i św. Jana Złotoustego. Po zamknięciu skrzydeł ukazuje się cykl 8 malowideł ze scenami z życia św. Jana Chrzciciela i św. Jana Ewangelisty. W predelli ołtarza znajduje się świetnie dopracowana kompozycja przedstawiająca Opłakiwanie Chrystusa.
- renesansowy ołtarz św. Anny Samotrzeciej – pochodzi sprzed 1516 z pracowni Mistrza Pawła. Podobny kompozycyjnie do ołtarza św. Janów, ale prostszy w formie – głównym motywem jest św. Anna siedząca z Maryją oraz Jezusem.
- gotycki św. Piotra i Pawła, który powstał 1500, jeszcze przed rozpoczęciem działalności przez Mistrza Pawła. W ołtarzowej szafie stoją św. Piotr i Paweł, a na predelli widać Chrystusa powstającego z grobu w otoczeniu Matki i św. Jana Ewangelisty.
- gotycko-renesansowy ołtarz św. Mikołaja, kolejny, który rzeźbił Mistrz Paweł (ok. 1507) - z jego ręki na pewno wyszły figury św. Jana Jałmużnika i św. Leonarda. Sama figura patrona ołtarza, św. Mikołaja, znajdująca się w centrum ołtarza, jest dużo starsza i pochodzi z lat 1360-1370; nie wiadomo też, kiedy znalazła się w kościele. W okresie kontrreformacji ołtarz był rozebrany. Zarówno zakończenie, jak i predella są barokowe – dodano je prawdopodobnie w XVIII wieku, kiedy starsze części ołtarza uległy zniszczeniu.
- gotycki ołtarz św. Katarzyny z połowy XV wieku, zawiera najstarsze na Słowacji malowidła tablicowe, znajdujące się na predelli.
- ołtarz św. Michała Archanioła. Gotycka jest tylko figura, pochodząca z XV wieku, przez długie wieki uchodząca za św. Floriana. W XVIII wieku została odrestaurowana i umieszczona na barokowym ołtarzu pod wezwaniem św. Michała Archanioła.
- ołtarz Czternastu Świętych Wspomożycieli, z przełomu XVII i XVIII wieku, w stylu barokowym.
- barokowy ołtarz Dobrego Pasterza, pochodzący z tego samego okresu.
- gotycki ołtarz Matki Boskiej Śnieżnej, znajdujący się w północnej nawie. Powstał na pamiątkę spotkania braci Jagiellonów – króla Polski Jana Olbrachta, króla Węgier Władysława, Zygmunta, przyszłego króla Polski i Fryderyka, prymasa Polski i Litwy – które miało miejsce w 1494 r. Świadczy o tym umieszczony na nim herb Polski, a także herb Lewoczy. Nazywa się go też ołtarzem Trzynastu Miast Spiskich. Wykonano go w miejscowej pracowni pod koniec XV wieku – w tej samej co ołtarz św. Piotra i Pawła.
- ołtarz Bożego Narodzenia (tzw. ołtarz Csákych) - barokowy ołtarz z 1752 r., który zdobią gotyckie rzeźby autorstwa Majstra Pawła, składające się na scenę Bożego Narodzenia. Jego początkiem stały się rzeźby przedstawiające Matkę Boską, św, Józefa, dwóch pasterzy i trzy postacie aniołów, zamurowane w lewockim ratuszu i znalezione w 1698 r. Rzeźba klęczącej Madonny z tego ołtarza była wyobrażona na słowackim banknocie stukoronowym, będącym w obiegu od roku 1993 do 16 stycznia 2009 r.
- ołtarz Vir dolorum (Chrystus cierpiący), zwany również oratorium korwinowskim, gdyż ufundował go król Maciej Korwin w 1480 r. (na predelli umieszczono herb króla oraz herb jego małżonki). Znajduje się w południowej nawie i przedstawia ukrzyżowanie Chrystusa. Nie wiadomo, czy skrzydła od początku były jego częścią, czy też umieszczono je tam później. W II połowie XVII wieku miał on się znajdować w głównej nawie, później go wyniesiono i poskładano, aby w XVIII wieku ponowie konsekrować. W 1784 r. zdemontowano figury o motywach pasyjnych. Bardzo cenne artystycznie są malowidła na skrzydłach ołtarza, których autorem jest prawdopodobnie malarz Mikołaj z Lewoczy.
- ołtarz dwóch Marii – pochodzi z lat 20. XVI wieku. Autorem jest prawdopodobnie jeden z uczniów Mistrza Pawła.
- tzw. ołtarz Bożonarodzeniowej predelli jest „składakiem”, złożonym z elementów pochodzących z kilku ołtarzy. Szafa pochodzi z początku XVI wieku, figury czterech Apostołów z około 1420 r. Skrzydła ołtarzowe i predella są z późniejszego okresu: ta ostatnia przedstawia Pokłon Trzech Króli w naddunajskim pejzażu. Dzisiejszy wygląd ołtarza jest wynikiem złożenia podczas rekonstrukcji, dokonanej w 1961 r.
- ołtarz św. Elżbiety z Turyngii – główną część stanowi obraz z 1493 r., który pierwotnie miał się znajdować w innej lewockiej świątyni – kościele św. Elżbiety, który zburzono w XVI wieku. Odkryto go ponownie w XIX wieku i dobudowano neogotyckie wykończenia.
- barokowy ołtarz św. Jana Nepomucena, który w przeszłości znajdował się w Czerwonym Klasztorze. Obecnie, niekompletny, stoi w zamkniętej kaplicy św. Jerzego.
- ołtarz św. Katarzyny, który znalazł się w kościele po likwidacji muzeum diecezjalnego w Spiskiej Kapitule. Lata powstania to 1510-1520 – postawiono go w kaplicy św. Jerzego.
- ołtarz Matki Boskiej Loretańskiej, barokowy, z początku XVIII wieku. Znajduje się dzisiaj w oratorium korwinowskim.

Oprócz ołtarzy niezwykle cenne są niektóre samodzielne rzeźby kościoła. Konny posąg św. Jerzego zabijającego kopią smoka, w kaplicy Eulenbacha, pochodzi z roku ok. 1515 i również jest autorstwa Mistrza Pawła. Pomimo że rzeźba stoi na konsoli w rogu kaplicy, jest skomponowana i wykonana tak, że może być oglądana ze wszystkich stron. Ścianę poza rzeźbą pokrywa malowidło uzupełniające legendę o św. Jerzym.
Jedną z najstarszych rzeźb jest Ukrzyżowany z połowy XIV wieku, znajdujący się przed głównym ołtarzem. W kościele można podziwiać też 3 Grupy Ukrzyżowania – gotycką z XV w północnym przedsionku, kolejną w oratorium korwinowskim (także z XV wieku; rzeźby są naturalnej wielkości) oraz barokową, na zewnętrznej stronie południowego muru świątyni. Bardzo wartościowe jest piętnastowieczne pastoforium (średniowieczne tabernakulum), położone na lewo od głównego ołtarza (mierzy ponad 14 metrów), natomiast w zakrystii są 2 kolejne, mniejsze – również średniowieczne.
Inne zabytkowe elementy wnętrza to siedemnastowieczne organy zbudowane przez Hansa Hummela, kiedyś największe w Królestwie Węgierskim, osiemnastowieczna ambona, rzeźbione ławy z XV i XVI wieku, brązowa chrzcielnica z XIV wieku oraz liczne epitafia (XIV-XVIII wiek).
Na ścianach świątyni w niektórych miejscach zachowały się malowidła z XIV-XV wieku. Można je oglądać nad prezbiterium nad głównym ołtarzem, na północnych ścianach, pozbawionych okien, na stropie nad północnym wejściem (malowidła renesansowe z XVII wieku), na północnej i południowej kruchcie (malowidła na tej ostatniej są bardzo mocno zniszczone). Większość malowideł odkryto podczas renowacji w XIX wieku. W pomieszczeniu byłej biblioteki są dwa średniowieczne napisy.